# Somaslompolo
Somaslompolo är en sjö i kommunen Enontekis i landskapet Lappland i Finland. Arean är 47 hektar och strandlinjen är 5,98 kilometer lång. Sjön  ingår i Torne älvs huvudavrinningsområde.   Den ligger omkring 350 kilometer nordväst om Rovaniemi och omkring 1000 kilometer norr om Helsingfors. 